# 550 Music
550 Records wytwórnia płytowa będąca spółką-córką Epic Records. Jest ona dystrybutorem między innymi Céline Dion. 
Nazwa 550 pochodzi od adresu budynku Sony, który mieści się przy Madison Avenue 550 w Nowym Jorku.